# Mediodactylus ilamensis
Mediodactylus ilamensis este o specie de șopârlă din familia Gekkonidae. Este endemică în Iran.